# Comaserica crinita
Comaserica crinita är en skalbaggsart som beskrevs av Hermann Burmeister 1855. Comaserica crinita ingår i släktet Comaserica och familjen Melolonthidae. Inga underarter finns listade i Catalogue of Life.